# Uganda nos Jogos Olímpicos de Verão de 2012
Uganda competiu nos Jogos Olímpicos de Verão de 2012, que se realizaram na cidade de Londres, no Reino Unido, de 27 de julho até 12 de agosto de 2012.

## Medalhados
| Medalha         | Nome              | Desporto  | Evento             | Data         |
| --------------- | ----------------- | --------- | ------------------ | ------------ |
| Medalha de ouro | Stephen Kiprotich | Atletismo | Maratona masculina | 12 de Agosto |

## Atletismo
Os atletas da Uganda até agora alcançaram índices de classificação nos seguintes eventos (máximo de três atletas por índice A e um por índice B):
Eventos com três atletas classificados por índice A:
- 5000 m masculino

Eventos com dois atletas classificados por índice A:
- Maratona masculina
- 3000 m com obstáculos masculino

Eventos com um atleta classificado por índice B:
- 800 m masculino
- 1500 m masculino
- 800 m feminino
- Maratona feminina

## Halterofilismo
Masculino
| Atleta            | Evento | Arranque (kg) | Arremesso (kg) | Total (kg) | Posição |
| ----------------- | ------ | ------------- | -------------- | ---------- | ------- |
| Charles Ssekyaaya | -62kg  | 105,0         | 130,0          | 235,0      | 13º     |

## Natação
Masculino
| Atletas      | Evento     | Eliminatórias | Eliminatórias | Semifinal   | Semifinal   | Final       | Final       |
| Atletas      | Evento     | Tempo         | Posição       | Tempo       | Posição     | Tempo       | Posição     |
| ------------ | ---------- | ------------- | ------------- | ----------- | ----------- | ----------- | ----------- |
| Ganzi Mugula | 50 m livre | 27s58         | 53º           | Não avançou | Não avançou | Não avançou | Não avançou |